# Ludwig Ferdinand (Lippe-Brake)
Ludwig Ferdinand zur Lippe-Brake (* 27. September 1680 in Halberstadt; † 21. Februar 1709 im Schloss Wolfenbüttel) war letzter Graf der Linie Lippe-Brake in Brake.

## Leben
Seine Eltern waren Friedrich zur Lippe-Brake (* 10. Juli 1638; † 13. Januar 1684) und Sophie Luise von Holstein-Beck (* 15. April 1650; † 4. Dezember 1714), eine Tochter von August Philipp von Holstein-Beck. Sein Vater Friedrich war ein Bruder des Grafen Kasimir. Ludwig Ferdinand wuchs nach dessen Tod bei Verwandten seiner Mutter in Holstein-Plön auf.
Als sein Vetter Graf Rudolph 1707 plötzlich verstarb, war er der letzte lebende Vertreter der Linie Lippe-Brake und übernahm die Regierung in der Grafschaft Lippe-Brake.
Graf Ludwig Ferdinand starb am 21. Februar 1709 auf Schloss Wolfenbüttel während einer Reise nach Hannover und Wolfenbüttel.
Ludwig Ferdinand war nicht verheiratet und hatte keine Kinder. In der Linie Lippe-Brake gab es keine anderen männlichen Nachfolger, daher erlosch mit ihm die Linie der Grafen zur Lippe-Brake. Die Herrschaft wurde bereits einen Tag nach seinem Tod von Friedrich Adolf aus der Linie Lippe zu Detmold beansprucht. Dieses wurde im Braker Erbfolgestreit bestritten.